# 4-Ciano-4′-pentilbifenil
A 4-ciano-4′-pentilbifenil (rövidített néven 5CB) gyakran használt folyadékkristály. Izotróp fázisban színtelen, nematikus fázisban homályos fehér színű.
Az 5CB-t George William Gray és csoportja 1972-ben állította elő a Hull Egyetemen. Gray az Egyesült Királyság Védelmi Minisztériumának megbízásából keresett szobahőmérsékleten folyadékkristály-fázisú vegyületeket kifejezetten folyadékkristályos kijelzők számára.
A molekula kb. 20 Å hosszú. Nematikus fázisa 18°C-nál van, 35°C-on megy át izotróp fázisba.
Bifenilből állítják elő. 

## Lásd még
LCD monitor

## Fordítás
Ez a szócikk részben vagy egészben  a(z)   4-Cyano-4'-pentylbiphenyl című angol Wikipédia-szócikk fordításán alapul.  Az eredeti cikk szerkesztőit annak laptörténete sorolja fel. Ez a jelzés csupán a megfogalmazás eredetét és a szerzői jogokat jelzi, nem szolgál a cikkben szereplő információk forrásmegjelöléseként.